# Sheila Young
Sheila Young   (Birmingham, 14 d'octubre de 1950) o Sheila Young-Ochowicz és una patinadora de velocitat sobre gel i ciclista en pista estatunidenca, ja retirada, que va competir durant les dècades de 1970 i 1980.
Nascuda a Birmingham, Michigan, de ben petita, es traslladà a viure a Detroit. És germana de Roger Young, ciclista que competí en els Jocs Olímpics d'Estiu de 1972 i 1976. Pel seu casament amb el ciclista Jim Ochowicz adoptà el cognom del seu marit.

## Carrera esportiva

### Patinatge de velocitat
Especialista de distàncies curts, participà en els Jocs Olímpics d'Hivern de 1972 realitzats a Sapporo (Japó), on finalitzà quarta en la prova de 500 m. i dissetena en la prova de 1.000 metres. En els Jocs Olímpics d'Hivern de 1976 realitzats a Innsbruck (Àustria) aconseguí guanyar tres medalles: l'or en la prova de 500 m., la plata en la prova de 1.500 m. i el bronze en la de 1.000 metres.
Al llarg de la seva carrera aconseguí guanyar tres títols en el Campionat del Món de patinatge de velocitat en la prova d'esprint (1973, 1975 i 1976), a més de finalitzar en tercera posició dues vegades (1975 i 1976) en la prova de combinada.
Rècords del món
| Prova   | Temps   | Data                | Seu    |
| ------- | ------- | ------------------- | ------ |
| 500 m   | 41.8    | 19 de gener de 1973 | Davos  |
| Samalog | 173.450 | 20 de gener de 1973 | Davos  |
| 500 m   | 40.91   | 31 de gener de 1976 | Davos  |
| 500 m   | 40.68   | 13 de març de 1976  | Inzell |
| Samalog | 166.210 | 13 de març de 1976  | Inzell |

Millors marques
| Prova   | Temps   | Data                | Seu                  | Rècord del món |
| ------- | ------- | ------------------- | -------------------- | -------------- |
| 500 m   | 40.68   | 13 de març de 1976  | Inzell               | 40.91          |
| 1.000 m | 1:24.38 | 13 de març de 1976  | Inzell               | 1:23.46        |
| 1.500 m | 2:14.68 | 31 de gener de 1976 | Davos                | 2:09.90        |
| 3.000 m | 5:02.88 | 26 de gener de 1976 | Madonna di Campiglio | 4:44.69        |

### Ciclisme en pista
Al llarg de la seva carrera va combinar la seva afició pel patinatge de velocitat amb el del ciclisme en pista, aconseguint guanyar el Campionat Nacional del seu país en quatre ocasions en la prova d'esprint (1971, 1973, 1976 i 1981). En el Campionat del Món de ciclisme en pista en la prova d'esprint va aconseguir guanyar la medalla de bronze el 1972 i el 1973 va aconseguir guanyar el campionat, trencant així el rècord de 15 victòries consecutives de l'equip soviètic, un fet que repetí el 1976. Aquell any es retirà del ciclisme professional però retornà per guanyar el campionat del seu país el 1981, títol que sumà al del campionat del món. L'any 1982 aconseguí el subcampionat mundial, retirant-se definitivament.
Sheila Young no va poder participar en els Jocs Olímpics d'estiu de 1976, ja que les proves de ciclisme en pista només eren obertes als homes.